# Дроздович Йосип Нарцисович
Йосип Нарцисович Дроздович  (біл. Язэ́п Нарцы́завіч Драздо́віч; *13 жовтня 1888, урочище Пуньки, тепер Глибоцький район, Вітебської області — †15 вересня 1954, Підсвілля) — білоруський художник, археолог, письменник, етнограф і фольклорист першої половини ХХ століття.

## Біографія

### Дитинство та молодість
Йосип Дроздович народився 13 жовтня 1888 року в Голубицький пущі, урочищі Пуньки Дісненського повіту Віленської губернії у сім'ї збіднілого шляхтича-орендатора. Сім'я Йосипа, в якій крім нього було ще п'ять дітей, рано втратила батька і була змушена змінити багато місць проживання, орендуючи чужу землю. Навчання Йосип розпочав у Дисенській гімназії, а в 1906 році переїхав у Вільнюс, де вступив у художню школу відомого російського живописця Івана Трутнєва. Протягом чотирьох років Йосип засвоював ази мистецтва та проходив курс академічного малювання та малярства. Через брак коштів Дроздович підробляв у художніх майстернях, планував виїхати на роботу за кордон.
Творчк становлення Йосипа Дроздовича відбулося під великим впливом руху білоруського відродження, який набирав сили в цей період. В цей час Дроздович робить перші кроки в мистецтві: створює серію графічних робіт з краєвидами рідної Дисенщини, оздоблює обкладинку «Першого білоруського календаря на 1910 рік», виданого «Нашою Нивою».
У 1910 році Йосип Дроздович був призваний у російське військо. Після двох років службив Саратові він закінчив курси фельдшерів і почав працювати в амбулаторії. Першу світову війну Дроздович зустрів у діючій армії, у запасному батальйоні. Важкі умови праці призвели до того, що художник захворів на черевний тиф та на два місяці потрапив у шпиталь. Після семимісячного відпочинку з відвіданням батьківщини Дроздович повертається у військо.

## Після революції
У 1917 році після семи років служби, Йосип Дроздович повертається додому. Він з оптимізмом вітав Перший Всебілоруський конгрес. У листі до Антона Гриневича Дроздович висловив думку про створення академії мистецтв. На своїй малій батьківщині художник створив народну бібліотеку, аматорський театр.
У 1919 році, після створення БРСР, Дроздович приїхав у Мінськ. В цей час він став викладачем малювання в Білоруській вищій жіночій школі, працював ілюстратором у літературних видавництвах та художником-декоратором у Товаристві білоруського мистецтва і Білоруському державному театрі, організував культурно-просвітницьке товариство «Малинівка». У Мінську Дроздович створив серію унікальних малюнків історичних районів міста — Замчище, Верхнього Міста, Татарського передмістя. Досліджував річище Немиги, проводив розкопки у Заслав'ї, Свірі.

### 1920-ті роки
Після підписання у 1921 році Ризького договору, за якою Західна Білорусь опинилася у межах Польщі, Йосип Дроздович покинув Радянську Білорусь і повернувся на рідну Дисенщину. Не дивлячись на перепони з боку польської влади, тут він розгортає культурно-освітню діяльність. У 1921 році Дроздович організував у селі Сталиця білоруську школу, яка, однак, проіснувавши лише три місяці, була зачинена польською адміністрацією.
У цей же час Йосип Дроздович пробує займатися літературною діяльністю. Береться за написання історичного роману про часи Полоцького князівства «Городольська Пуща», який оздоблює власними ілюстраціями. У 1923 році була видана і була прихильну сприйнята білоруською громадськістю повість Дроздовича «Велика шишка».
Йосип Дроздович співпрацював з Вільнюським білоруським музеєм імені Івана Луткевича. Для поповнення експозиції музею він займався розкопками городищ, збирав фольклор, створював численні замальовки предметів матеріальної культури, архітектури, типажів селян. З цією метою у 1926 році Дроздович відправився у науково-творчу експедицію на Пінщину, а в наступні роки навідав Троки, Вільнюс, Мідники, Крево, Гальшани, Ліду, Новогродок, Любчу, Мир. У результаті цих мандрівок, які охопили майже всю Західну Білорусь, з'явилися об'ємні альбоми графіки, які є неповторним явищем у білоруському мистецтві.
У другій половині 1920-х років Йолсип Дроздович викладав малювання у Глибоцькій школі, Новоградській та Радошкавицькій білоруських гімназіях. З 1926 року Дроздович працював у Вільнюській білоруській гімназії, при якій створив студію-майстерню. При студії Йосип Дроздович гуртував молодих білоруських художників, серед яких були Василь Сидорович, Микола Василевський, Роман Семашкевич.
Дроздович встановив тісні стосунки з Інститутом білоруської культури у Мінську (з 1929 року — Академія Наук), надсилав замальовки і обміри дерев'яної архітектури і предметів селянського побуту. За художні та наукові праці неодноразово нагороджувався преміями Академії Наук. Співпрацював з сатиричним часописом «Маланка», Товариством білоруської школи (ТБШ).
На початку 1930-х років Дроздович недовгий час працює на Білосточчі за запрошенням ТБШ: оформлює спектаклі на аматорській сцені товариства, бере участь у роботі кооперативного видавництва «Сівба».
Відміною рисою Йосипа Дроздовича було його несамовите захоплення космосом. У 1931 році Дроздович видав у Вільнюсі першу книгу білоруською мовою з астрономії — «Небесний біг», в якій виклав ряд своїх теорій, зокрема про походження планет Сонячної системи та обертання Землі. Видання прикрасили власні малюнки автора. В 1931—1933 роках Дроздович продовжував тему космосу трьома серіями графічних малюнків і живописних полотен «Життя на Марсі», «Життя на Сатурні» та «Життя на Місяці».

### Дисенський період
У 1933 році Дроздович повертається на Дисенщину до брата Костянтина. Тут, на малій батьківщині, художник створив велику кількість графічних та живописних творів. Йосип Дроздович продовжував співпрацю з Білоруським музеєм імені Івана Луткевича, відсилаючи туди замальовки замків, городищ, селянської архітектури та побуту. Разом з Михасем Машаром та Янком Почопком Дроздович створив культурний осередок в Летніках і Германовичах. Щороку влітку художник відправлявся у мандрівки краєм, під час яких виготовляв для селян численні мальовані картини та портрети.
Після приєднання у 1939 році Західної Білорусі до БРСР Йосип Дроздович навчався на короткочасних викладацьких курсах і працював викладачем у Глибокому та Лужках. Через брак викладачів він був змушений викладати усі предмети, в тому числі астрономію, малювання та історію. Педагогічна діяльність Дроздовича припинилася у 1941 році з початком німецько-радянської війни. Тим не менше, під час окупації Дроздович продовжував творчу діяльність і створив серію художніх полотен.
Після закінченні війни через проблеми зі здоров'ям Йосип Дроздович мало працював. Основним джерелом заробітку художника було малювання килимів для селян. Зрідка він писав пейзажі, портрети. Радянські чиновники від ідеології та культури ставилися до творчості Йосипа Дроздовича як до невартої уваги. Прикладом тому служить унікальний розпис столової у Лужках, який був зафарбований за розпорядженням полоцького чиновника. Дроздович ніколи не був прийнятий до Спілки художників Білорусі.
Художник помер трагічно. Непритомного «дядька Йосипа» знайшли на дорозі селяни. Його відвезли у Підсвільський шпиталь, де через деякий час він помер. Похований Йосип Дроздович у селі Ліпляни Глибоцького району. На могилі стоїть стела з барельєфом художника, виконаного скульптором Олеся Шатерника.

## Творчість
Автор живописних та графічних робіт на історичні теми: «Тризна минулого», «Дух землі», «Брама майбутнього» та інших. У 1910—1920 роках створив графічні серії «Стародавні будівлі в Білорусі», окремі роботи графіки «Мінськ. Високе Місто», «Місце впадання Немиги у Свіслач», портрети полоцьких і смоленських князів, окремі полотна «Пожежа городища», «Пожежа у замку» та інші, живописні етюди. Написав полотна з життя Полоччини, а також картини присвячені Франциску Скорині. Записував фольклор, опрацьовував для словників народну лексику. Досліджував у Мінську річище Немиги, проводив розкопки у Заслав'ї, Свірі. Співпрацював з Іваном та Антоном Луткевичами, засновниками Білоруського музею у Вільнюсі, в який він відсилав матеріали, знайдені під час розкопок у Новоградку.
Похований у селі Ліпліни Глибоцького району. На могилі встановлена стела з барельєфом художника (скульптор А. Шатерник), у Мінську — пам'ятник (скульптор І. Голубєв).

## Вшанування пам'яті
У роки радянської влади творча спадщина Язепа Дроздовича ігнорувалася офіційними органами, бо не відповідала комуністичним уявленням про мистецтво. Ім'я художника знову отримало широку популярність завдяки письменнику Арсенію Лису, який у 1984 році видав книгу «Вічний мандрівник», присвячену життю і творчості Дроздовича.
В наш час на честь Йосипа Дроздовича названа вулиця у мінському мікрорайоні Лошиця, вулиці у Ворші, Молодечні, Новоградку, глибокому, Шарковщині, Радашкевичах. Пам'ятник Дроздовичу скульптора Ігора Голубєва прикрашає Траєцьке передмістя Мінська.
Твори Дроздовича у наш час зберігаються у Національному музеї Литви, Національному музеї історії і культури Білорусі, Національному художньому музеї, в Музеї стародавньої білоруської культури, у Центральній науковій бібліотеці імені Якуба Коласа, Музеї Якуба Коласа, в деяких регіональних музеях Білорусі і в приватних колекціях. У Германовичах, на малій батьківщині художника, завдяки зусилям місцевих жителів існує громадський Культурно-освітній центр імені Йосипа Дроздовича, в якому експонується велика кількість творів художника.
У квітні 2013 року у Молодечні була проведена науково-краєзнавча конференція «Шляхами Йосипа Дроздовича».